# Saskatchewan Highway 1
Der Highway 1 in der mittelkanadischen Provinz Saskatchewan gehört zum Trans-Canada Highway-Systems. Er hat eine Länge von 651 km und führt quer in West-Ost-Richtung durch die gesamte Provinz. Die Route beginnt an der Grenze zur Provinz Alberta östlich von Walsh und endet an der Grenze zu Manitoba bei Fleming. Dabei ist der Highway, als sogenannte Core Route, Bestandteil des kanadischen National Highway System.

## Streckenbeschreibung

### Alberta - Regina
Der Highway hat seinen Beginn östlich von Walsh, Alberta, im Gemeindegebiet von Hatton. Er verläuft ostwärts durch die Prärien von Saskatchewan, d. h., er hat sehr gleichmäßiges Höhenprofil. Saskatchewan ist ein sehr dünn besiedeltes Land, so dass der Highway an wenigen Orten entlang verläuft. Die erste bedeutende Kreuzung mit einem weiteren Highway erfolgt nördlich von Maple Creek, hier trifft Highway 1 auf Highway 21. Bei Gull Lake kreuzt Highway 37. Obwohl Highway 1 vierspurig mit zweimal zwei Fahrspuren ausgebaut ist, sind diese Kreuzungen niveaugleich. Die Route verläuft nun in nordöstlicher Richtung bis Swift Current, dort trifft er auf Highway 4. Östlich von Morse führt, von Süden kommend, Highway 19 gemeinsam mit Highway 1 ein gemeinsames Teilstück Richtung Osten. Bemerkenswert ist, dass in diesem Abschnitt die Ost-West-Spur und die West-Ost-Spur getrennt voneinander verlaufen. Bei Ernfold trennen sich die beiden Spuren, sie verlaufen bis zu 5 km getrennt voneinander und vereinigen sich nach 9 km wieder. Highway 19 trennt sich wieder von Highway 1 und führt weiter nach Norden. Der Highway führt an mehreren Orten vorbei nach Moose Jaw. Dort kreuzt Highway 2, der die Provinz in Nord-Süd-Richtung über weite Teile erschließt. 6 km westlich von Moose Jaw zweigt dann Highway 39 in südöstlicher Richtung ab, über den die größeren Gemeinden (Weyburn, Estevan) im Südostteil der Provinz erreicht werden können. Ab der Stadtgrenze von Regina, ca. 60 km östlich von Moose Jaw, ist der Highway als Freeway ausgebaut, d. h., die Zufahrten sind kreuzungsfrei ausgebaut.

### Regina - Manitoba
Die erste Ausfahrt des Freeways bildet den Anschluss an den Regina International Airport, der im Südwesten der Stadt liegt. Im Süden von Regina stößt Highway 6 von Süden kommend auf Highway 1. Beide Highways führen in gemeinsamer Auszeichnung in einer Umfahrung östlich um die Stadt, an der Ostseite verlässt Highway 1 die Umfahrung in östlicher Richtung, Highway 6 führt gemeinsam mit Highway 11 die Umfahrung bis an die Nordseite der Stadt weiter. Zuvor zweigt jedoch noch Highway 33 nach Südosten ab, der nach Francis führt. Knapp 30 km östlich von Regina liegt White City. Von dort führt Highway 48 nach Südosten, während sich Highway 1 wieder nach Nordost wendet. In Balgonie führt Highway 10 weiter nach Nordosten zur Stadt Fort Qu'Appelle, während Highway 1 wieder nach Osten führt. Ab Indian Head folgt die Route wieder nach Südosten. Bei der Gemeinde Fleming stößt der Highway auf die Provinzgrenze zu Manitoba und endet hier. Er findet seine Fortsetzung im Highway 1 von Manitoba.

## Sehenswertes

### Moose Jaw
Moose Jaw ist berühmt für sein Tunnelsystem, das in Zeiten der Prohibition zum Schmuggel von Alkohol genutzt wurde. Weiterhin gibt es zahlreiche Parks in der Stadt, in denen Möglichkeiten wie Wandern, Rad fahren oder auch Camping geboten sind.
Südlich der Stadt ist die „CFB Moose Jaw“-Flugbasis, in der die Kunstflugstaffel Snowbirds beheimatet ist.
28 km nördlich der Stadt befindet sich der Buffalo Pound Provincial Park.

### Regina
Die Stadt ist Provinzhauptstadt von Saskatchewan. Daher ist eine Vielzahl von touristischen Attraktionen in der Stadt angesiedelt: Bekannt ist das naturhistorische Royal Saskatchewan Museum oder auch das Saskatchewan Science Centre, das interaktiv Naturwissenschaft vermittelt. Darüber hinaus gibt es eine Vielzahl von Kirchen oder anderen geistlichen Gebäuden.

Um den Wascana Lake liegt das Wascana Centre. Dies ist ein 9,3 km² großer Park, in dem zahlreiche Vögel zu beobachten sind.